# Epichilo irroralis
Epichilo irroralis là một loài bướm đêm trong họ Crambidae.